# Klenik (gmina Litija)
Klenik – wieś w Słowenii, w gminie Litija. W 2018 roku liczyła 53 mieszkańców.